# Yemişçi Hasan Paixà
Yemişçi Hasan Paixà (turc: Yemişçi Hasan Paşa)  (Rogovo, 1535 (Gregorià) - Istanbul, 1603) fou un dels grans visirs de Mehmet III durant la guerra contra el Sant Imperi.
Era d'origen albanès (Yemişçi vol dir venedor de fruita), nascut a Rogovë (Rogovo) a Kosovo; va estudiar a Rogovo i a Prizren i després a l'acadèmia militar a Istanbul i va servir als geníssers des de 1580. El juny de 1594 fou nomenat Yeñi Çeri Aghasi durant els combats a Hongria. El 12 de juliol de 1601 fou nomenat gran visir dos dies després de la mort del seu predecessor Damat Ibrahim Paixà amb la vídua del qual, Aysha Sultan, es va casar. Durant el seu govern va estar sovint al front i va participar en la reconquesta de la ciutat de Belgrad (1602). Va tornar precipitadament a Istanbul quan van córrer rumors de cop d'estat. El 24 de setembre de 1603 va renunciar al càrrec i com altres visirs fou executat poc després (4 d'octubre de 1603).